# Peter Wiggin
Peter Wiggin es un personaje de la novela de ciencia ficción de Orson Scott Card El juego de Ender y de varias de sus secuelas.
Se trata del hermano mayor de Andrew 'Ender' Wiggin, Ender, protagonista de la saga de Ender. En la primera parte de la saga,  El juego de Ender, Peter se comporta malvadamente con su hermano, aunque sólo aparece realmente en el primer libro. También se acaba asociando con su hermana Valentine con fines políticos mediante un juego de artículos de opinión que ambos intercambian en foros internáiticos, firmando con pseudónimos. En Hijos de la Mente lo que aparece es el producto de la imaginación del propio Ender.
En la segunda parte de la saga, se explica cómo Peter logra el título de Hegemón, y cómo gracias a él, todo el pueblo de la Tierra se une en uno solo.